# Ljushårig lyktblomfluga
Ljushårig lyktblomfluga (Leucozona lucorum) är en tvåvingeart som först beskrevs av Carl von Linné 1758.  Ljushårig lyktblomfluga ingår i släktet lyktblomflugor, och familjen blomflugor. Arten är reproducerande i Sverige. Inga underarter finns listade i Catalogue of Life.

## Bildgalleri

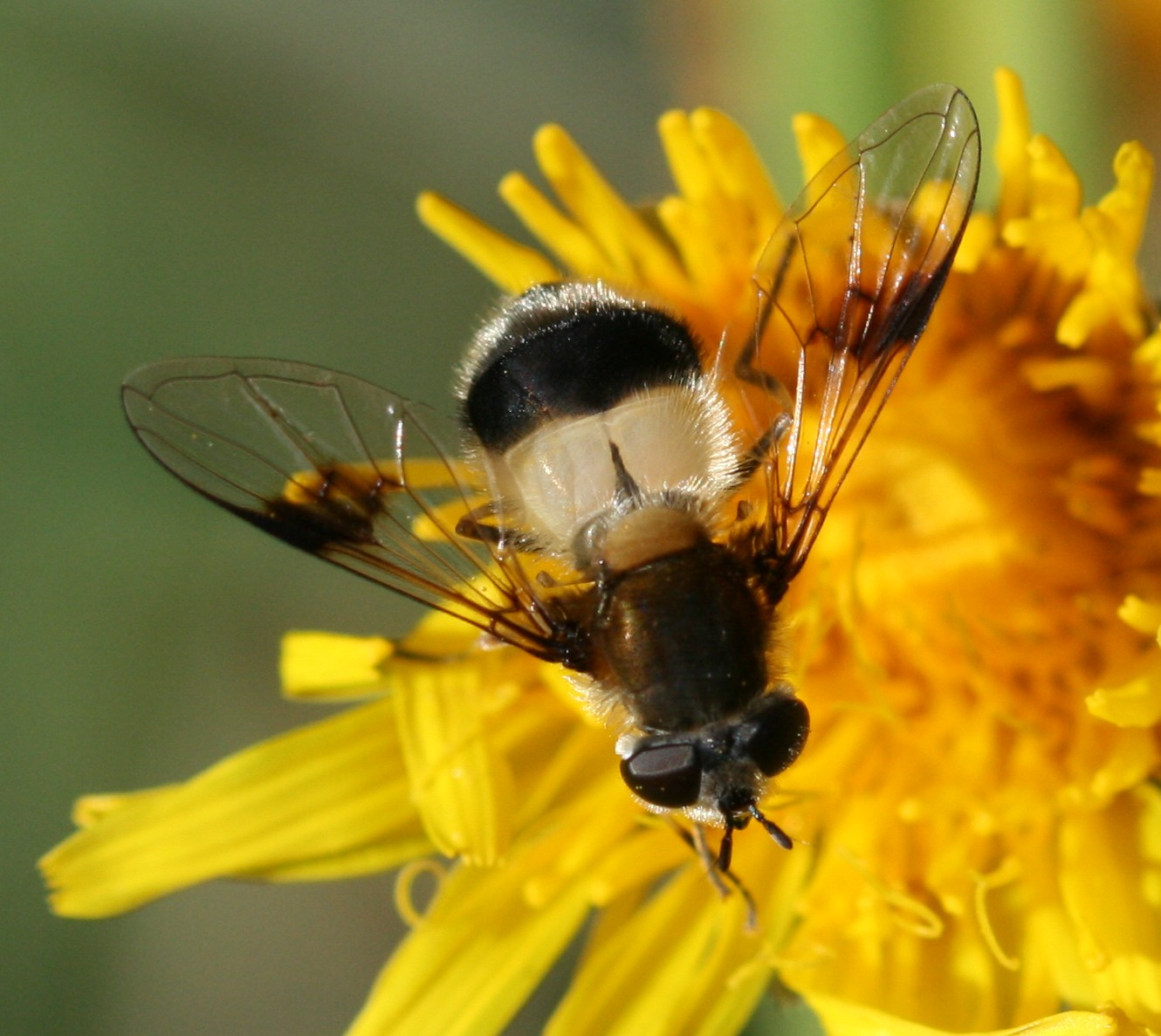